# Серапіо Реєс Ортіс
Серапіо Реєс Ортіс (14 листопада 1822 — 6 вересня 1900) — болівійський юрист і політик, другий віцепрезидент республіки під час уряду президента Анісето Арсе з 15 серпня 1888 по 11 серпня 1892.

## Біографія
Він народився в Куруйку 14 листопада 1822 року. Початкове навчання він завершив у Семінарському коледжі в 1835 році та завершив його в 1844 році. Здобувши юридичний ступінь, він перевівся до Національного коледжу, де працював юристом. У 1845 році він став професором літератури в коледжі Уруру. У 1849 році він став ректором Національного коледжу в Ла-Пасі, очолюючи історичний факультет. Невдовзі після цього він став деканом юридичного факультету, віцеканцлером та директором коледжу для студенток. Бувши канцлером університету, він започаткував Медичну школу в 1862 році.
У 1864 році він був префектом департаменту Ла-Пас та міністром народної освіти та культу уряду за адміністрації президента Хосе Марії де Ачі. Коли прихильники Мануеля Ісідоро Бельсу та Маріано Мельгарехо усунули Ачу від влади в грудні 1864 року, Реєс Ортіс вирушив у вигнання. Він залишався поза законом до 1871 року, коли повернувся на батьківщину та був призначений старшим міністром суду Ла-Пас.
З 1872 року він залишався в Караколесі, займаючись юридичною практикою, до 1874 року, коли він відвідав Асамблею, президентом якої став, а також головував у Державній раді. Президент Іларіон Даса призначив його міністром юстиції, освіти та культу в 1878 році, а в 1879 році перевів його на посаду міністра закордонних справ. Під час конфлікту з Чилі він поїхав до Ліми, щоб забезпечити виконання таємного договору 1873 року. Звідти він вирушив до Такни, щоб служити генеральним секретарем Даси.
Після повернення він обійняв посаду голови Виконавчої ради та Міністерства закордонних справ. З 1886 по 1891 рік був заступником сенатора від Ла-Паса, у 1888 році — головою Муніципальної ради. Другий віцепрезидент Республіки, обраний на період 1888—1892 років за головування Анісето Арсе, він головував на Звичайному Конгресі 1890 року, міністр закордонних справ та культу з 1891 по 1896 рік. Уряд президента Северо Фернандеса Алонсо призначив його префектом Ла-Паса в 1896 році, і він обійняв цю посаду 12 грудня 1898 року, коли спалахнула федеральна революція, його було проголошено членом Керівної ради. Хоча Рейєс Ортіс був членом Консервативної партії, коли Федеральна революція 1899 року перемогла, його було призначено до урядової хунти разом з Хосе Мануелем Пандо та Макаріо Піньільєю. 24 жовтня 1899 року проведене голосування визначило, що Пандо має бути єдиним президентом, і хунту розпустили. Реєс Ортіс помер менш ніж через рік після розпуску хунти 6 вересня 1900 року у віці 77 років.